# Hans Kurt Eisner

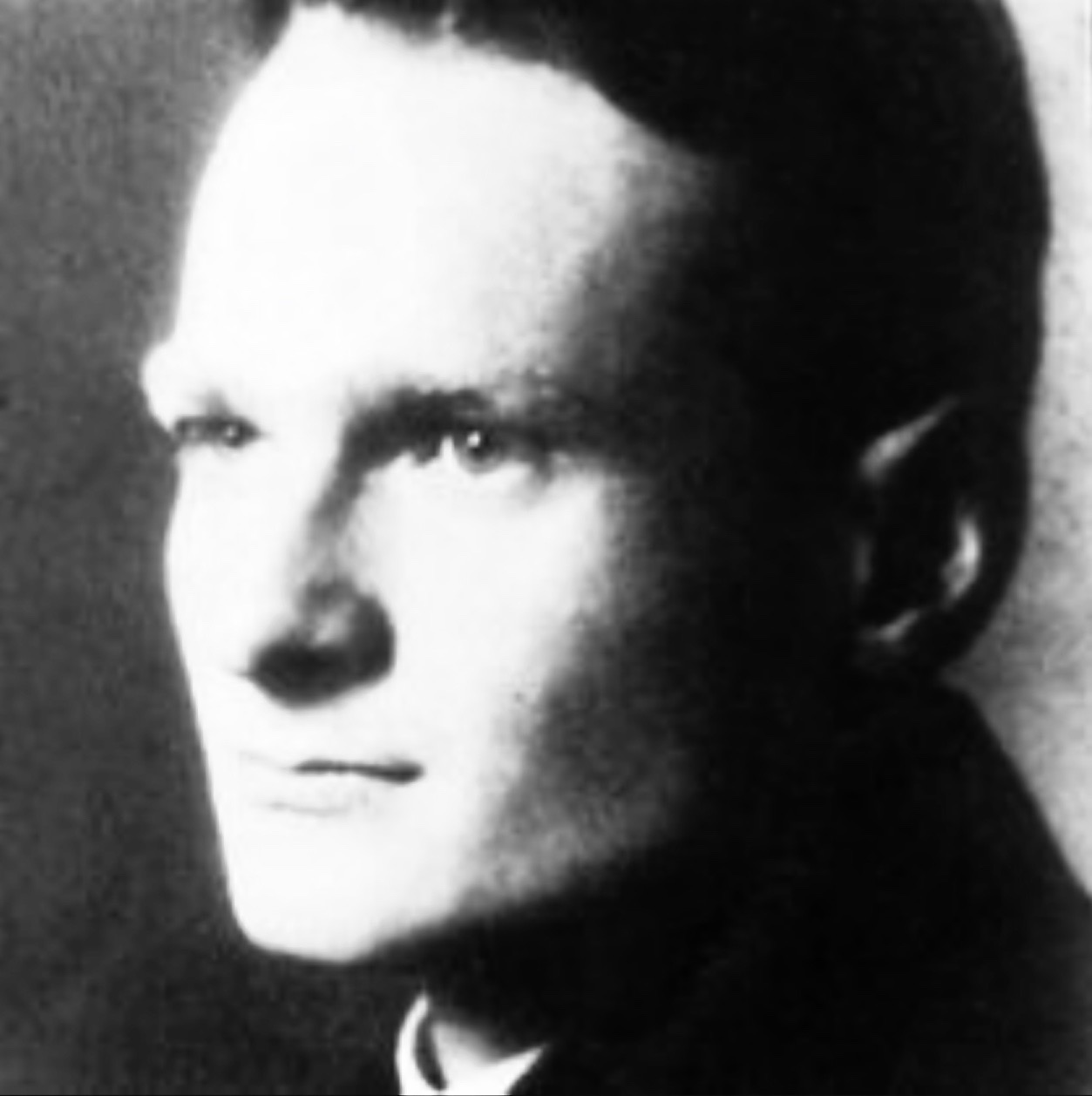
Hans Kurt Eisner, um 1923

Hans Kurt Eisner (* 4. Dezember 1903 in Groß-Lichterfelde, Kreis Teltow, Provinz Brandenburg; † 26. August 1942 im KZ Buchenwald) war ein deutscher Fotograf, Werbegestalter und Filmschaffender.

## Familie

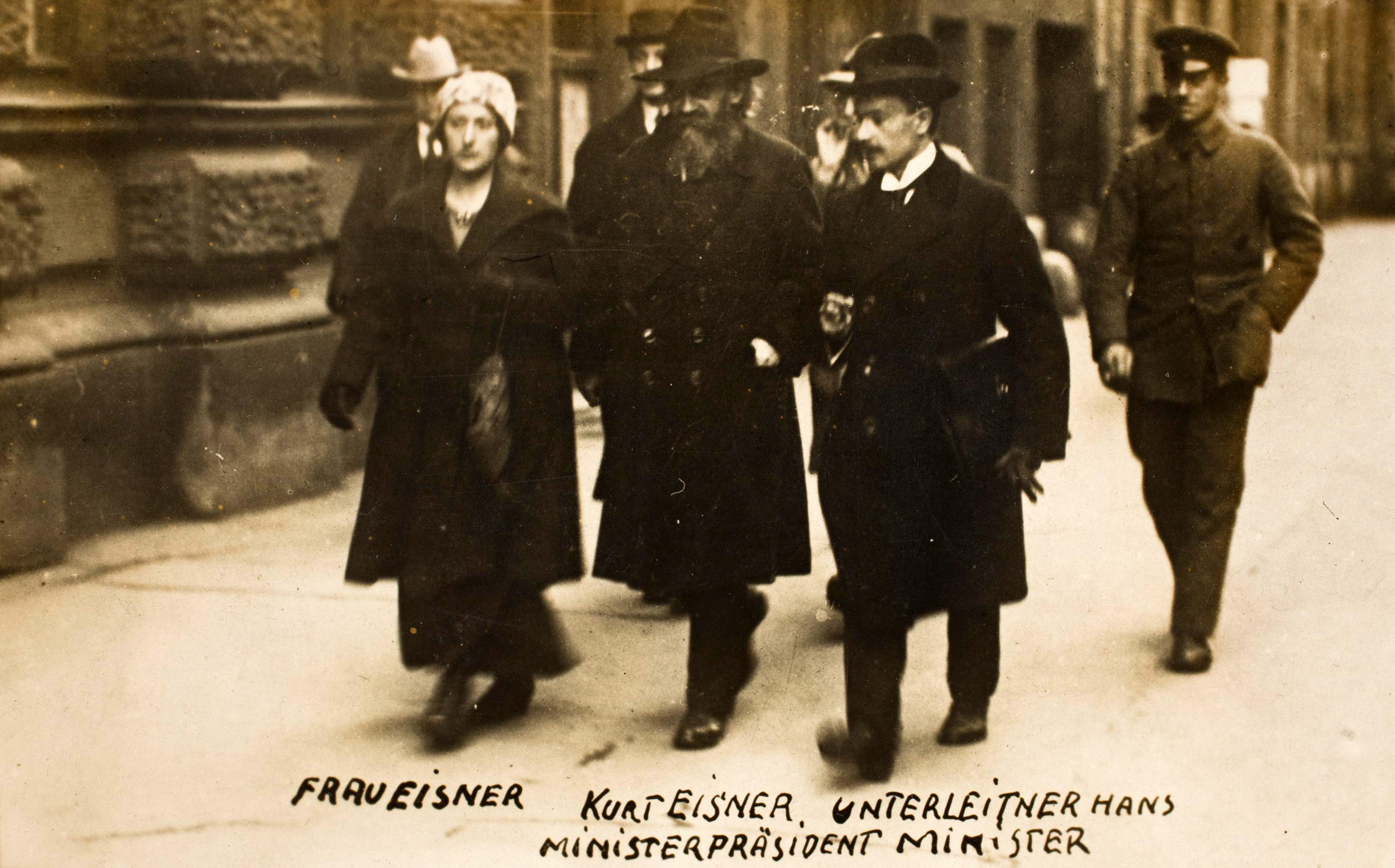
Elise und Kurt Eisner (Ministerpräsident) mit Hans Unterleitner (Minister) im Januar 1919

Er war das fünfte und jüngste Kind und zweiter Sohn des Journalisten, Schriftstellers, Pazifisten und sozialistischen Revolutionärs Kurt Eisner und dessen evangelisch-lutherische Ehefrau, der Malerin Auguste Ludowika Elisabeth „Lisbeth“ (1867–1949), geborene Hendrich. Diese war Tochter des Landschaftsmalers August Hendrich aus Eberswalde. Aus der ersten Ehe Kurt Eisners, die 1917 geschieden wurde, waren fünf Kinder hervorgegangen.
Hans Kurt Eisners vier ältere Geschwister waren Reinhard (* 22. November 1893 in Marburg), die später mit Hans Unterleitner verheiratete Ilse Hedwig (* 23. Oktober 1895 in Marburg), Doris Hildegard „Hilde“ (* 2. Mai 1897 in Marburg) und Jenny Eva (* 26. Mai 1899 in Groß-Lichterfelde).
Aus der zunächst außerehelichen Partnerschaft seines Vaters mit der Redakteurin Elise „Else“ (1887–1940), geborene Belli, hatte Hans Kurt Eisner zwei Stiefschwestern, Freia (* 6. Juni 1907 in München) und Ruth (* 30. Oktober 1909 in Großhadern).

## Leben

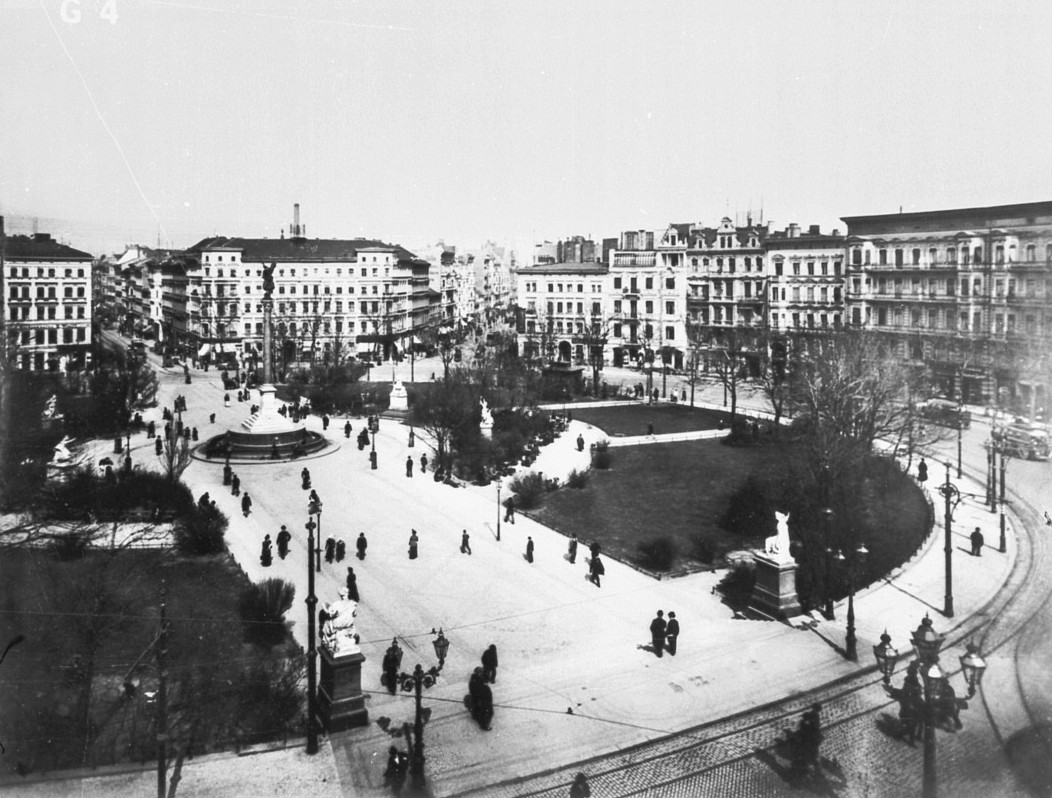
Am Berliner Belle-Alliance-Platz eröffnete Hans Kurt Eisner sein Foto- und Filmatelier

Im Frühjahr 1909 zogen Hans Kurt und seine Schwester Ilse Hedwig zusammen mit ihrem Vater in die Villa Hadener Lindenallee 8 (heute: Pfingstrosenstraße 8) seiner neuen Partnerin Else Belli in Großhadern ein.
Nach der Ermordung seines Vaters im Jahr 1919 besuchte Hans Kurt Eisner das reformpädagogische Landerziehungsheim Freie Schulgemeinde Wickersdorf bei Saalfeld im Thüringer Wald.
Ab Mitte der 1920er Jahre arbeitete er beim Film- und Lichtbilddienst des Reichsausschusses für sozialistische Bildungsarbeit. Am Berliner Belle-Alliance-Platz, nahe der SPD-Parteizentrale, eröffnete er ein eigenes Atelier für Werbefotografie und -film, das ab dem Jahr 1931 vermutlich als Deckadresse der Widerstandsgruppe z.b.V. (= zur besonderen Verwendung) diente. Diese bereitete sich auf eine mögliche Regierungsbeteiligung der Nationalsozialisten vor, indem sie Funker ausbildete, ein geheimes Sendernetz aufbaute und sich mit Waffen versorgte.
Als das Verlagsgebäude des sozialdemokratischen Parteiblatts Vorwärts am 7. März 1933 durchsucht wurde, nahm man auch den dort anwesenden Hans Kurt Eisner und dessen Verlobte fest, weil er illegale Fotos angefertigt habe, welche die von der SA verwüstete Wohnung des SPD-Reichstagsabgeordneten Kurt Löwenstein zeigten. Eisner wurde zunächst in der Haftanstalt Berlin-Spandau und im Zuchthaus Brandenburg-Görden inhaftiert, später ins Konzentrationslager Lichtenburg transportiert. Für den September 1936 ist seine Verlegung vom Konzentrationslager Esterwegen (Emsland) in das Konzentrationslager Sachsenhausen (Oranienburg) dokumentiert. Im Februar 1937 kam er von dort in das Konzentrationslager Dachau. Dort wurde er entweder gezwungen, Leserbriefe an die exilierte SPD-Wochenzeitung Neuer Vorwärts nach Karlsbad zu schreiben, oder die Lagerleitung nutzte dafür einfach den durch seinen Vater sehr bekannten Namen.
Als politischen Gefangenen und Juden brachte man ihn im September 1938 in das Konzentrationslager Buchenwald, wo er die Häftlingsnummer 7992 trug, später die 2737. Im Block 28 untergebracht, wurde er zunächst im Stubendienst eingesetzt, dann jedoch den Baukommandos I und III zugeteilt, die schwerste Arbeiten im Steinbruch leisten mussten. Später gelang es ihm, in einem Innenkommando der Tischlerei und wohl auch in der Gemüsegärtnerei eingesetzt zu werden, wo die Arbeit nicht ganz so schwer war.
Bei einer Durchsuchung der Werkstatt seines Kommandos entdeckten Angehörige der Lager-SS sechzig entwendete Seifenstücke. Auch Hans Kurt Eisner wurde dazu vernommen, verweigerte es aber, den Dieb zu denunzieren. Stattdessen beschuldigte er sich selbst. Daraufhin wurde er im Häftlingskrankenbau des Lagers durch SS-Lagerarzt Waldemar Hoven mittels einer Giftinjektion 38-jährig ermordet. Als offizielle Todesursache wurde eine akute Herzschwäche angegeben.
In der Gedenkstätte des Konzentrationslagers Buchenwald wird an ihn erinnert.